# Nikola Kozlevo (huyện)
Nikola Kozlevo là một huyện thuộc tỉnh Shumen, Bungaria. Dân số thời điểm năm 2001 là 7157 người.